# Vladimir Prelog
Vladimir Prelog ForMemRS (født 23. juli 1906, død 7. januar 1998) var en kroatisk-schweizisk organisk kemiker. Han modtog nobelprisen i kemi i 1975 sammen med John Warcup Cornforth for sin forskning i stereokemi i organiske molekyler og reationer. Prelog blev født og opvoksede i Sarajevo. Han boede og arbejdede i Prag, Zagreb og Zürich.